# Раївська сільська територіальна громада
Раївська сільська територіальна громада — територіальна громада в Україні, в Синельниківському районі Дніпропетровської області. Адміністративний центр — село Раївка.
Площа громади — 669,4 км², населення — 10 960 мешканців (2018).
Утворена 11 травня 2017 року шляхом об'єднання Василівської, Великомихайлівської, Вільненської, Луб'янської, Миролюбівської, Михайлівської, Новогнідської, Новоолександрівської, Раївської та Шевченківської сільських рад Синельниківського району.
19 липня 2020 року, в результаті адміністративно-територіальної реформи та ліквідації   Синельниківського (1923—2020) району, громада увійшла до складу новоутвореного Синельниківського району.

## Населені пункти
До складу громади входять 47 сіл: 
- Андріївка
- Березнуватка
- Богуславка
- Василівка
- Василівка-на-Дніпрі
- Великомихайлівка
- Вербки-Осокорівка
- Вербове
- Веселе
- Вільне
- Воронове
- Георгіївка
- Грушувато-Криничне
- Дніпровське
- Дубове
- Запорожець
- Заяче
- Іванівка
- Калинівське
- Київське
- Кодацьке
- Котлярівське
- Луб'янка
- Мажари
- Мар'ївка
- Мирне
- Миролюбівка
- Михайлівка
- Морозівське
- Ненаситець
- Новогніде
- Новоолександрівка
- Новоолексіївка
- Новочернігівське
- Носачі
- Павлівка
- Панасівка
- Партизани
- Раївка
- Рудево-Миколаївка
- Садове
- Суха Калина
- Терса
- Токове
- Циганівка
- Шевченківське
- Ясне